# Dan Georgiadis
Giannis "Dan" Georgiadis (en grec Γιάννης (Νταν) Γεωργιάδης) (Ítaca, 1922 – Atenes, 18 de gener de 1998) va ser un jugador de futbol i entrenador grec. Va jugar amb el Panathinaikos FC.
Va entrenar els Sport Boys, Ferro Carril Oeste, Grècia, Panachaiki, Olympiakos FC, La Chaux-de-Fonds, Sevilla FC, Alianza Lima, Panionios, Trikala FC, i al Montreux Sports.